# Pandémie de Covid-19 à la Grenade
La pandémie de Covid-19 à la Grenade démarre officiellement le 16 mars 2020. À la date du 25 octobre 2022, le bilan est de 237 morts.

## Contexte
Le 12 janvier 2020, l'Organisation mondiale de la santé (OMS) a confirmé qu'un nouveau coronavirus était la cause d'une maladie respiratoire chez un groupe de personnes de la ville de Wuhan, dans la province du Hubei, en Chine, qui a été signalée à l'OMS le 31 décembre 2019,.
Le taux de létalité lié au Covid-19 a été beaucoup plus faible que le SRAS de 2003, mais la transmission a été significativement plus élevée, avec un nombre total de morts important.  
Comme la plupart des pays, la Grenade a augmenté le dépistage à l'aéroport au début de février et a commencé à envoyer des échantillons d'essai à la CARPHA, la Caribbean Public Health Agency (Agence de santé publique des Caraïbes (en)). 
La pandémie de Covid-19 atteint la Grenade le 22 mars 2020. Malgré les mesures de confinement et les protocoles de distanciation sociale, elle semble avoir atteinte en un mois le niveau de diffusion communautaire.

## Chronologie

### Mars
- 22 mars - Le premier cas du pays (« patient zéro ») a été annoncé, une patiente de 50 ans qui est revenue du Royaume-Uni le 16 mars et est ensuite tombée malade le 17 mars et s'est fait officiellement diagnostiquer le 21 mars[8].
- 25 mars - Six autres cas annoncés (cinq femmes, un homme, âgés de 50 à 80 ans), tous provenant du foyer du patient zéro.
- 28 mars - Deux autres cas annoncés (deux femmes, âgées de 50 à 80 ans), l'un assis à proximité du patient zéro lors du vol du 16 mars; un autre avait des proches de New York, arrivés le 17 mars. Celui qui était assis près du patient zéro lors du vol du 16 mars était un homme de 50 ans qui est devenu symptomatique le 26 mars, a été testé à la Grenade et a dit de s'auto-mettre en quarantaine en attendant les résultats. Au lieu de cela, il s'est enfui avec sa famille via un vol d'Air Canada en route vers le Royaume-Uni avant le retour du résultat du test (qui était positif)[9].
- 29 mars - Le gouvernement annonce un couvre-feu de 24 heures pour une semaine[10].

### Avril
- 1er avril - Un nouveau cas annoncé : un homme de 58 ans qui est arrivé par avion de New York le 19 mars[11].
- 3 avril - Deux nouveaux cas annoncés. L'un était un homme de 73 ans dont le conjoint s'était fait diagnostiquer et a été annoncé le 28 mars (assis près du patient zéro sur le vol du 16 mars en provenance du Royaume-Uni); l'autre patient était un chauffeur de taxi qui avait interagi avec un patient qui s'était fait préalablement diagnostiquer[12].
- 6 avril - Le gouvernement renouvelle le couvre-feu / verrouillage pour deux semaines supplémentaires (jusqu'au 20 avril). Des tests sont en cours à l'université St. George (St. George's University (en))[13].
- 10 avril - Deux cas annoncés, tous provenant de ménages de cas précédents (total = quatorze positifs, 92 tests au total)[14].
- 18 avril - Le gouvernement a prolongé le couvre-feu de 24 heures pour une semaine supplémentaire (jusqu'au 27 avril), bien qu'avec des exceptions accrues pendant les jours désignés de « magasinage » et l'attente d'un assouplissement du couvre-feu après cette dernière période de couvre-feu.
- 20 avril - Cas no 15: Premier cas potentiel de propagation communautaire annoncé par le ministre Nickolas Steele, dans lequel une personne avait été admise à l'hôpital général et testée positive au test rapide (anticorps) (confirmé par PCR le 22 avril comme cas no 15). L'homme de 45 ans a d'abord été négatif lors du test rapide, puis positif lors d'un test ultérieur. Plusieurs échantillons ont ensuite été testés par PCR sur l'île (à St. George's University) et via CARPHA, dont les résultats étaient effectivement positifs.
- 25 avril - Trois nouveaux cas ont été annoncés, deux sur le lieu de travail du cas no 15 et un sans rapport. Les deux travailleurs (hommes, âgés de 62 à 59 ans) ont été trouvés grâce à la recherche de contacts (en). Le troisième cas était une femme de 50 ans arrivée sur l'île le 16 mars, qui s'est ensuite mise en quarantaine, puis a demandé un test de sa propre initiative, bien qu'elle ne présente aucun symptôme. Cette 18e affaire a soulevé des soupçons quant à savoir s'il s'agissait réellement d'une importation (38 jours après son arrivée) ou si elle l'avait acquis à la Grenade. Deux de ses colocataires ont également été testé positifs pour les anticorps, suggérant qu'ils avaient été contaminés par le virus et depuis guéris[15]. Ces cas supplémentaires n'ont pas été ajoutés au décompte officiel des cas.
- 28 avril - Annonce d'un nouveau cas (un autre collègue de travail du cas no 15); en outre, trois nouveaux cas ont guéri (au total dix guéris, huit actifs, un hors de l'île).
- 29 avril - 20e cas annoncé (une femme de 54 ans par rapport à l'un des cas précédents en milieu de travail), avec trois guérisons de cas précédents. Cela totalise cinq salariés testés positifs à l'usine de farine Caribbean Agro à Tempe, St. George's[16].

### Mai
- 2 mai - Annonce du cas no 21, un autre salarié de l'usine de Tempe (lié au cas no 15), cette fois un homme d'une vingtaine d'années — le plus jeune patient à ce jour.

## Prévention
Le gouvernement du Premier ministre Keith Mitchell a institué une série de politiques de distanciation sociale et de quarantaine de plus en plus strictes qui ont finalement conduit à un verrouillage total du pays. 
Avant le premier cas de l'île (mais en prévision de sa survenance), les écoles et les rassemblements publics étaient interdits et la distanciation sociale encouragée le 14 mars. 
On savait qu'au moins trois personnes qui avaient par la suite été testées positives au Covid-19 ailleurs avaient traversé la Grenade. 
Après le premier cas confirmé le 22 mars, l'aéroport a été fermé au trafic commercial et est resté fermé indéfiniment,.

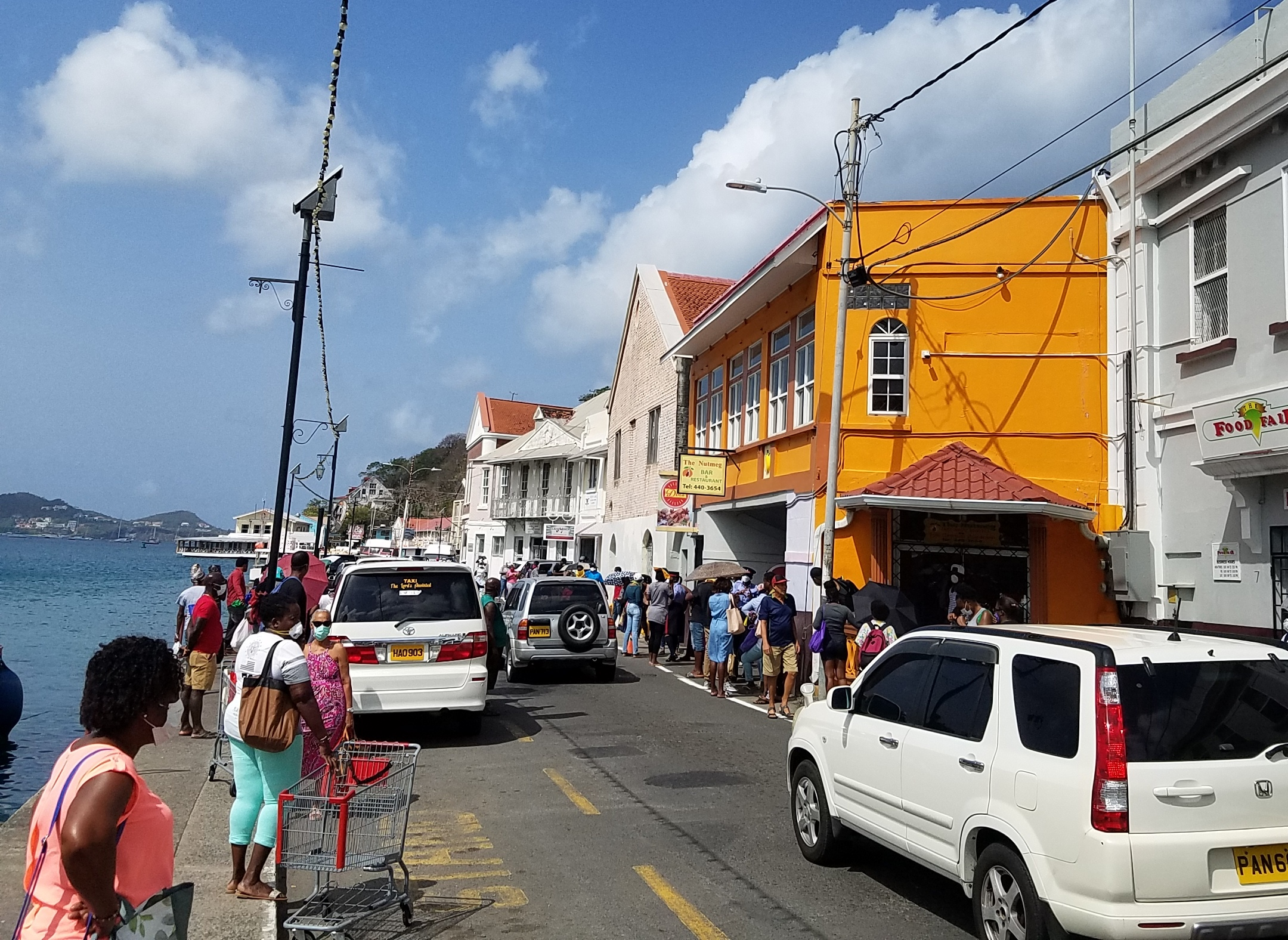
Files d'attente à St. George's, Grenade pendant la pandémie de Covid-19.

Le 25 mars, des pouvoirs d'urgence ont été mis en place pour restreindre les déplacements et les couvre-feux nocturnes.  
Les entreprises incapables de faire respecter la distanciation sociale ont été condamnées à la fermeture (par exemple, de nombreux restaurants et bars sont devenus à emporter uniquement). Ceux-ci ont été rapidement révisés en un lock-out complet de 24 heures le 30 mars, où tous les citoyens devaient rester chez eux et toutes les entreprises étaient fermées, à l'exception des services essentiels décrits dans la loi.  
Des jours de courses spécifiques étaient autorisés sous le contrôle du RGPF Royal Grenada Police Force (en), et divers changements ont été expérimentés sur la façon de gérer efficacement les jours de magasinage (par exemple, les jours de nom de famille, les heures pour les personnes âgées, etc.).  
La première période de 24 heures devait durer une semaine, mais après une exposition continue de nouveaux cas, elle a été étendue pendant deux semaines supplémentaires (jusqu'au 20 avril), puis une autre semaine (maintenant avec des protocoles détendus) et encore une cinquième semaine (jusqu'au 5 mai) . 
Le 18 avril, les pouvoirs d'urgence ont été officiellement prolongés de six mois supplémentaires, uniquement par mesure de précaution en cas de nouveaux cas (plutôt que de les faire expirer toutes les quelques semaines).
Comme des tests plus rapides (par exemple, des tests d'anticorps) sont devenus disponibles grâce à l'aide de l'Université Saint George (St. George's University (en)) et du Venezuela, le gouvernement est devenu de plus en plus confiant dans une très faible (voire aucune) propagation communautaire. 
Alors que le Premier ministre a mentionné le mois de juin comme une ouverture interne complète prévue (en gardant toujours les frontières fermées), la faible propagation de la maladie a encouragé le RGPF Royal Grenada Police Force (en), à offrir des exceptions croissantes aux règles de verrouillage. 
Le 18 avril, le gouvernement a annoncé qu'il s'attendait à assouplir la période de couvre-feu de 24 heures après le 27 avril, car il avait ensuite testé 116 tests PCR et 82 tests « rapides » (anticorps), sans nouveaux cas découverts (bien que des tests étendus se poursuivent). En effet, ils ont également annoncé que sept des personnes infectées étaient maintenant guéries.
Cependant, cette attitude de victoire a rapidement changé le 20 avril. Au début de la semaine du couvre-feu détendu (20-24 avril), le RGPF, Royal Grenada Police Force (en) a organisé une conférence de presse le matin pour clarifier les entreprises autorisées à ouvrir et les protocoles généraux pour la semaine suivante, qui comprenaient l'ouverture des limites de la paroisse pour la première fois en quatre semaines. 
Beaucoup de gens l'ont traité à juste titre comme le début d'une période de réouverture. Mais à midi, le ministre Nickolas Steele a annoncé d'urgence qu'un nouveau patient (cas no 15) avait été admis à l'hôpital général le 19 avril, présentant des symptômes de Covid-19 et testé positif pour le test rapide (anticorps). Après deux jours d'attente, le patient a été confirmé positif par de multiples tests PCR. Étant donné que l'individu - pour autant que l'on sache - n'avait pas voyagé, ni été en contact avec quiconque avait voyagé, ni été en contact avec des cas positifs, il semblait que ce soit le premier cas de propagation dans la communauté, probablement acquis à partir d'un non diagnostiqué, cas asymptomatique. 
Le 25 avril, le troisième cas asymptomatique de ce type a été confirmé (comme les autres, considéré comme « lié à l'importation »), avec deux collègues du cas no 15. 
Il a également été annoncé que 175 PCR et 1 000 tests rapides avaient été effectués à ce jour (25 avril), dont 69 employés du lieu de travail du cas no 15 et 57 tests à Carriacou et Petite Martinique. Le 29 avril, il a été annoncé que 1 200 tests rapides et 206 tests PCR avaient été effectués  bien que le nombre de tests rapides positifs n'ait pas été publié, car le décompte officiel est basé uniquement sur les cas actifs confirmés par PCR.

## Coopération régionale
En instituant sa réponse à la pandémie, le gouvernement de la Grenade a travaillé de concert avec l'OPS, la CARPHA et les gouvernements régionaux. 
Cependant, la fermeture des frontières a entraîné des tensions avec Saint-Vincent, où le gouvernement de Ralph Gonsalves était beaucoup plus laxiste. 
Le 11 avril, Gonsalves a critiqué le traitement réservé par Mitchell aux îles Grenadines de la Grenade, déclarant : « Je veux dire aux habitants de Carriacou et de la Petite Martinique que si vous avez des difficultés à obtenir de la nourriture, nous pouvons vous aider » - ce à quoi Mitchell, interrogé dans une presse briefing, appelé « grossièrement irresponsable ». 
Le naissain était un rappel des tensions historiques concernant la propriété des îles Grenadines.

## Effets économiques
Comme dans le reste du monde, la pandémie de coronavirus a fait des ravages sur l'économie de la Grenade, à la suite de l’effondrement de l'industrie touristique. 
Le 20 mars 2020, le gouvernement a annoncé un plan de relance pour fournir un soutien du revenu aux petites entreprises, la suspension de diverses taxes et des allocations de chômage aux citoyens éligibles, ce qui a pris environ un mois pour être pleinement déployé. 
Sept sous-comités ont également été mis en place pour se concentrer sur les besoins du tourisme et des citoyens par l'investissement, la construction, l'éducation, les petites entreprises, l'agriculture et la pêche, la fabrication et le commerce électronique. 
Pour aider à combler le déficit, la Grenade a reçu un prêt rapide de 22,4 millions de dollars américains du FMI, dans un ensemble destiné aux pays des Caraïbes orientales, à savoir la Dominique, la Grenade et Sainte-Lucie plus que le double des 14,38 millions de dollars que la Grenade devait auparavant à ses prêteurs.

## Statistiques

Nombre de cas à la Grenade depuis le début de l'épidémie.

Nombre de morts à la Grenade depuis le début de l'épidémie.